# Cavuccio
Cavuccio è una frazione del comune di Teramo, sita in posizione panoramica su un colle  a circa 7 km dal capoluogo e a 2 km dal centro storico di Torricella Sicura.
La maggior parte degli abitanti risiede nelle contrade Malle, Taverna, Collepiano e Piano Piccolo.
C'è la chiesa di Maria del Carmine e quella di San Nicola con il suo organo del XVIII secolo e l'architrave con le insolite incisioni.
Nella zona sono stati trovati resti di un acquedotto romano.